# Castello di Coucy
Il castello di Coucy è un castello francese eretto nel XIII secolo che si trova nel comune di Coucy-le-Château-Auffrique, nel département di Aisne in regione storica Piccardia.
La costruzione del castello attuale cominciò nel 1200 su ordine di Enguerrand III, signore di Coucy, e successe ad altre costruzioni anteriori. Riflesso del potere della signoria di Coucy e della superbia dell'Enguerrand III, il castello aveva il dongione più alto e massivo mai eretto (53 metri alto) prima del 1917, e l'insieme del castello e della città di Coucy cinta di mura costituiva un'attrazione turistica molto famosa in Francia.

## Storia
Il castello fu costruito nel 1220 da Enguerrand III, signore di Coucy. Fu restaurato da Viollet-le-Duc nel XIX secolo.
Nel 1917 l'esercito tedesco fece esplodere il dongione e le quattro torri, utilizzando 28 tonnellate di esplosivo.

## Descrizione
Il castello vero e proprio occupa la punta di un promontorio a picco o falaise, a formare un trapezio irregolare di 92 x 35 x 50 x 80 m.
Ai quattro angoli sono presenti torri cilindriche di 20 m di diametro, in origine alte 40 m.
Tra le due torri, sul fronte principale, si ergeva il massiccio torrione, all'epoca il più grande d'Europa, misurando 35 metri in larghezza e 55 metri in altezza.
Le torri più piccole che circondano la corte erano grandi quanto i torrioni in costruzione a quel tempo dalla monarchia francese.
Il resto del promontorio è coperto dalla corte inferiore del castello e dalla cittadina di Coucy.

## Galleria d'immagini

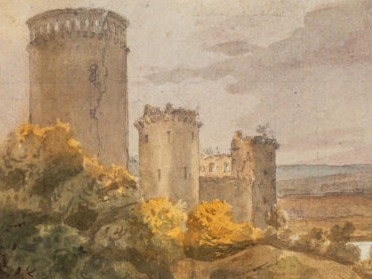
Château de Coucy (ca.1820), acquarello
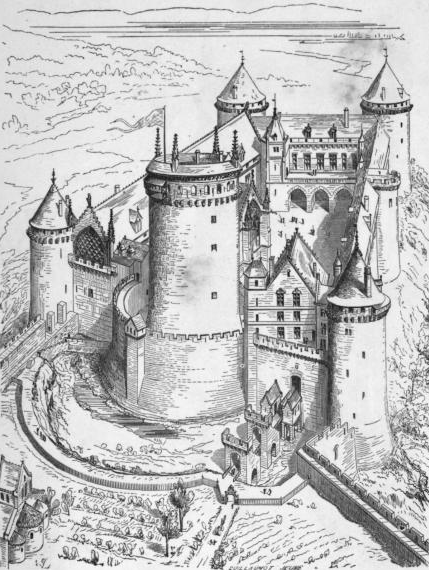
Incisione Eugène Viollet-le-Duc
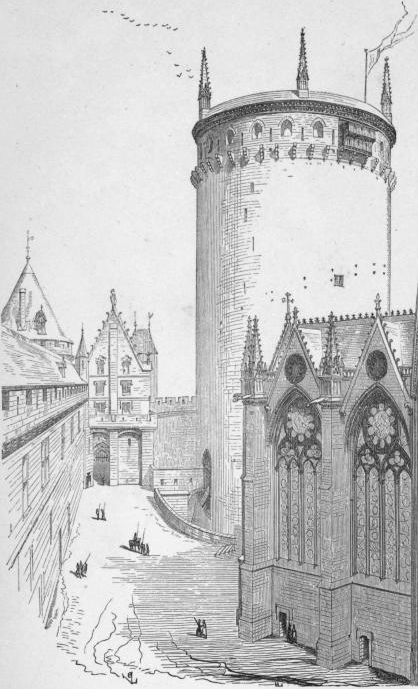
Dongione Eugène Viollet-le-Duc
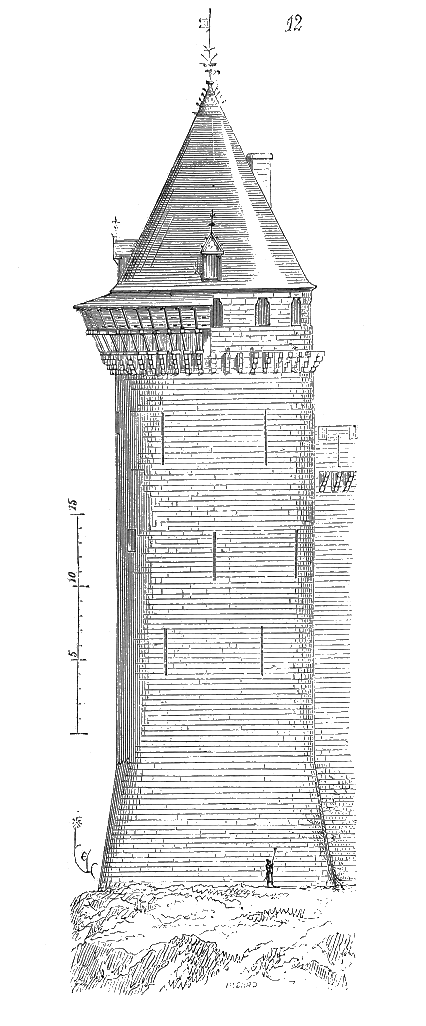
Torre d'angolo al Nord Ovest Viollet-le-Duc
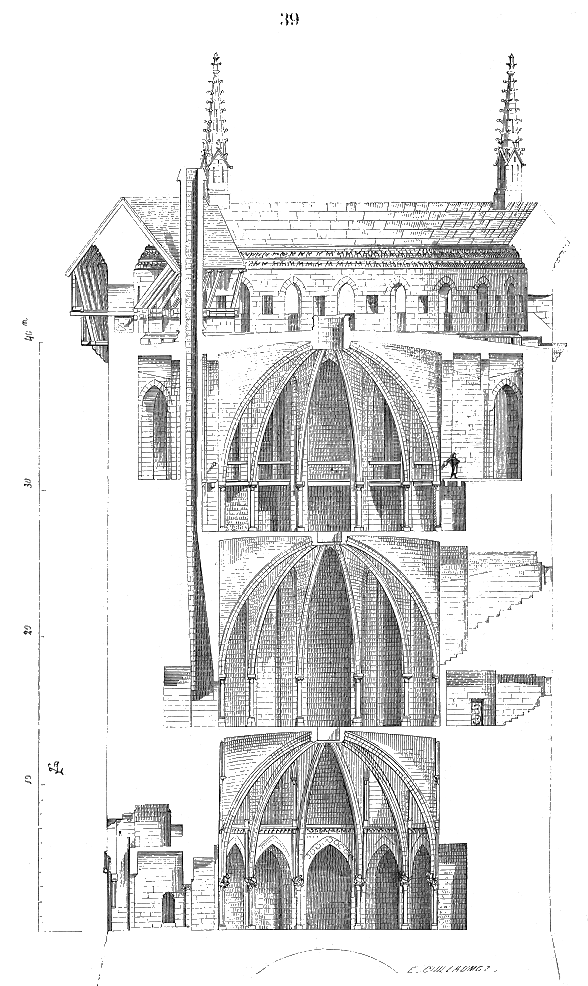
Interno del dongione Eugène Viollet-le-Duc
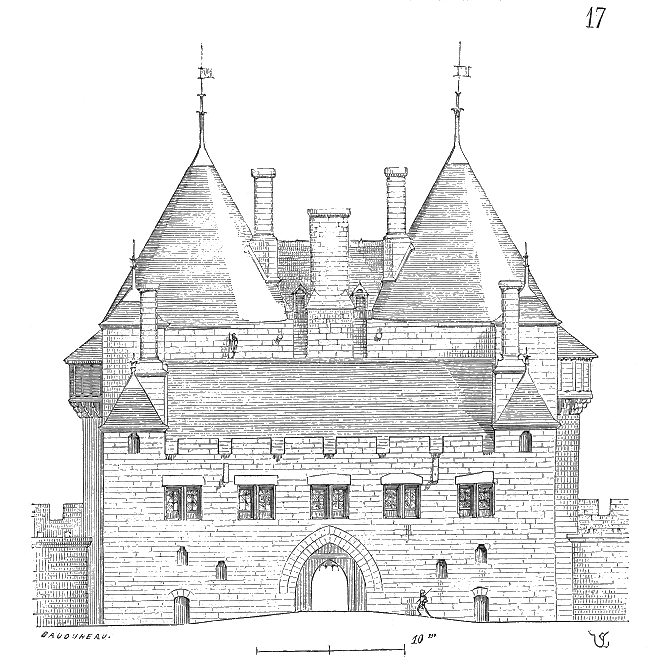
Porta di Laon della cittadella di Coucy

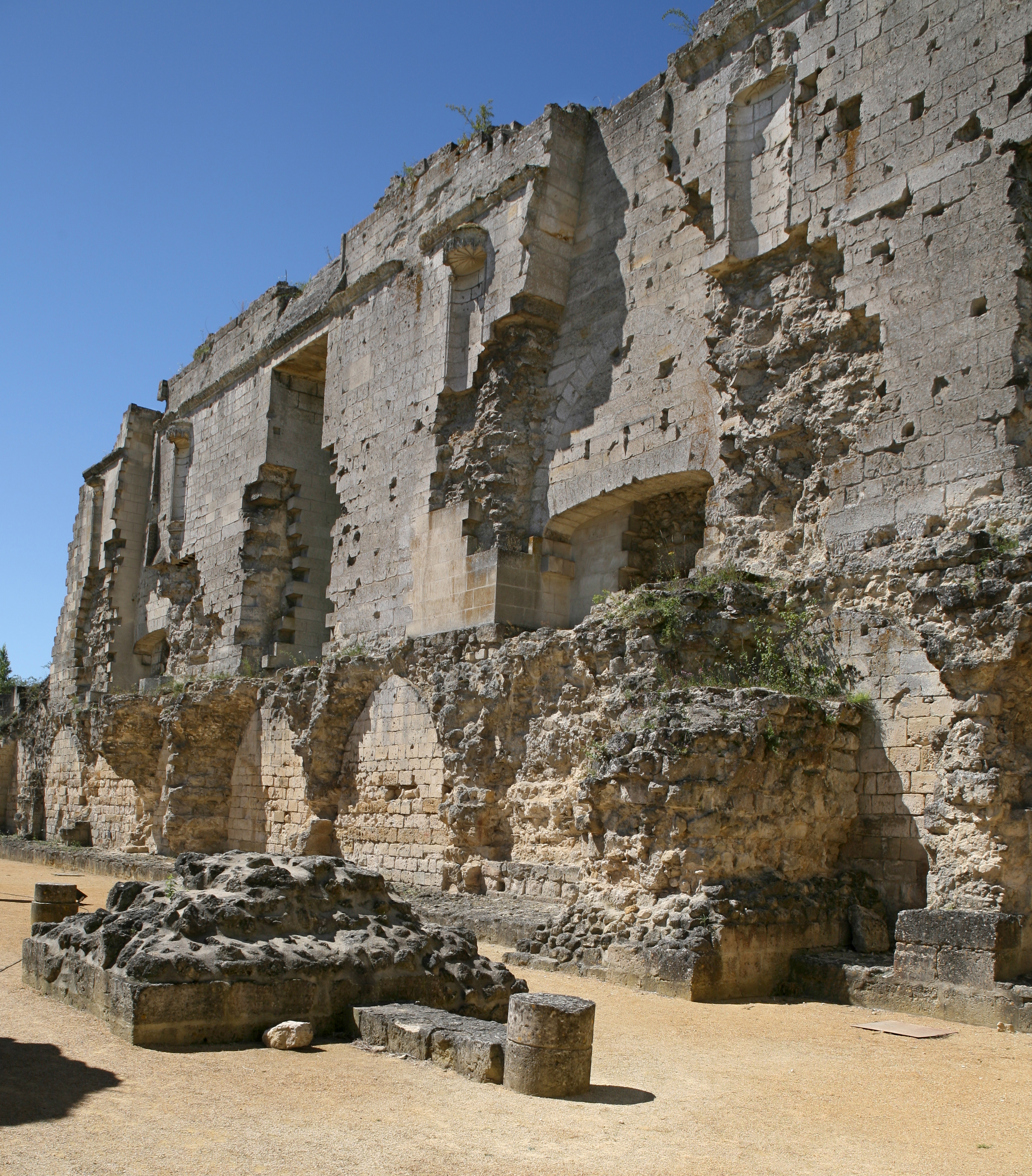
Rovine della Salle des Preuses, ("camera della Valerose")
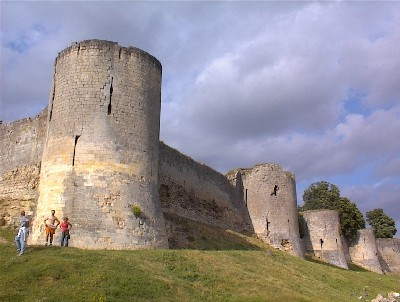
Mura della cittadella di Coucy
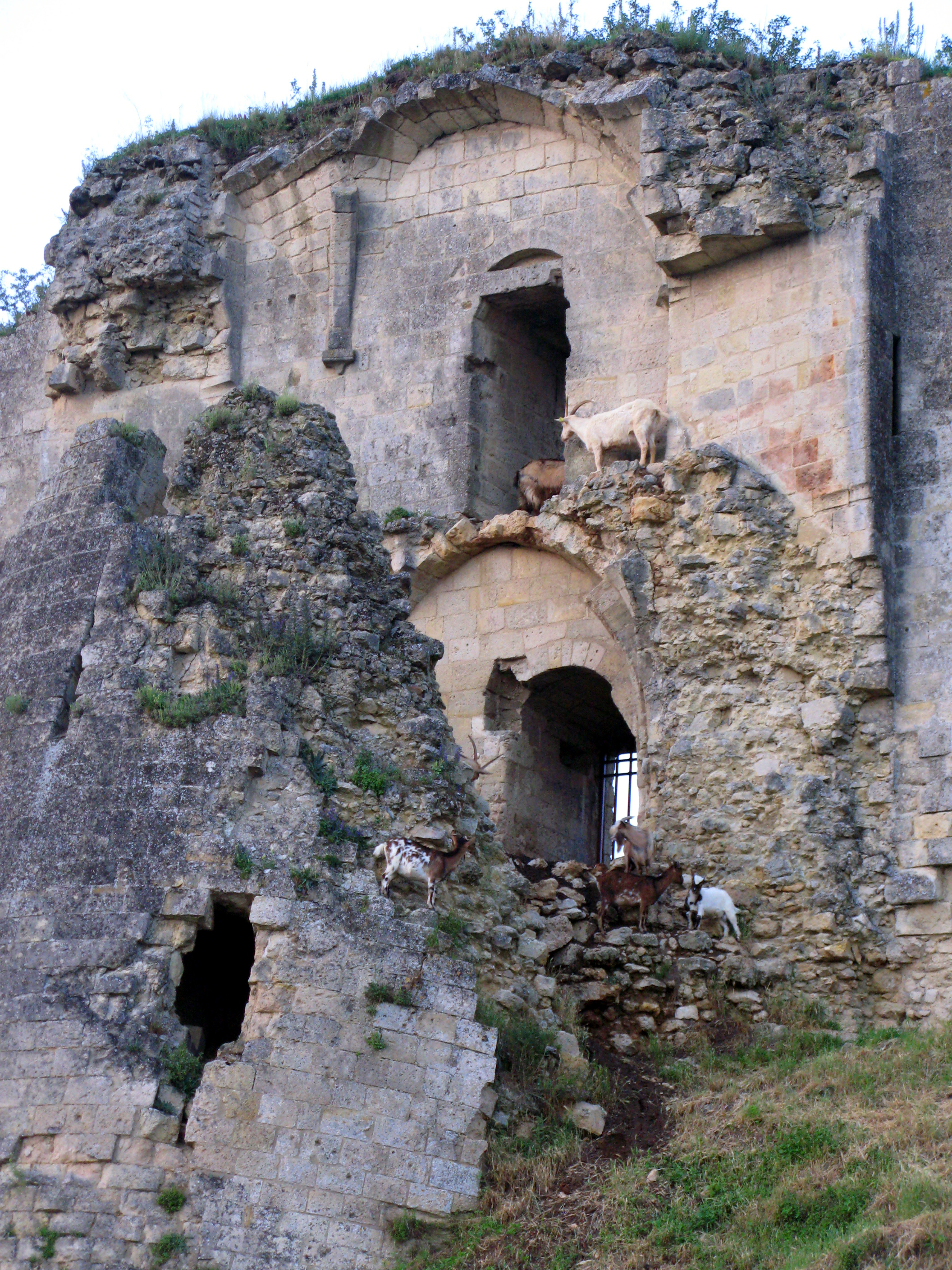
Torre crollata della cittadella
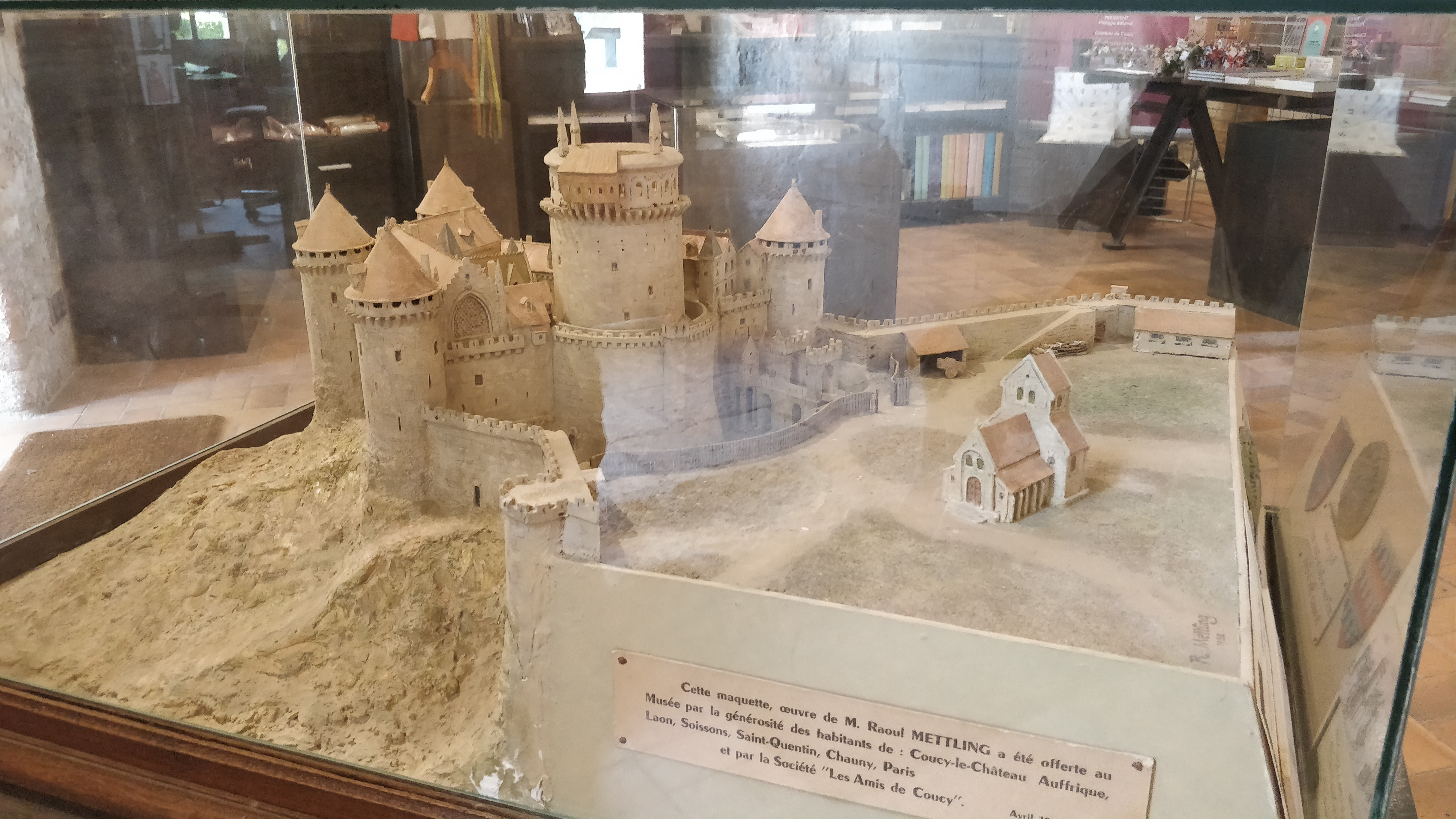
Modello del castello nello stato medievale
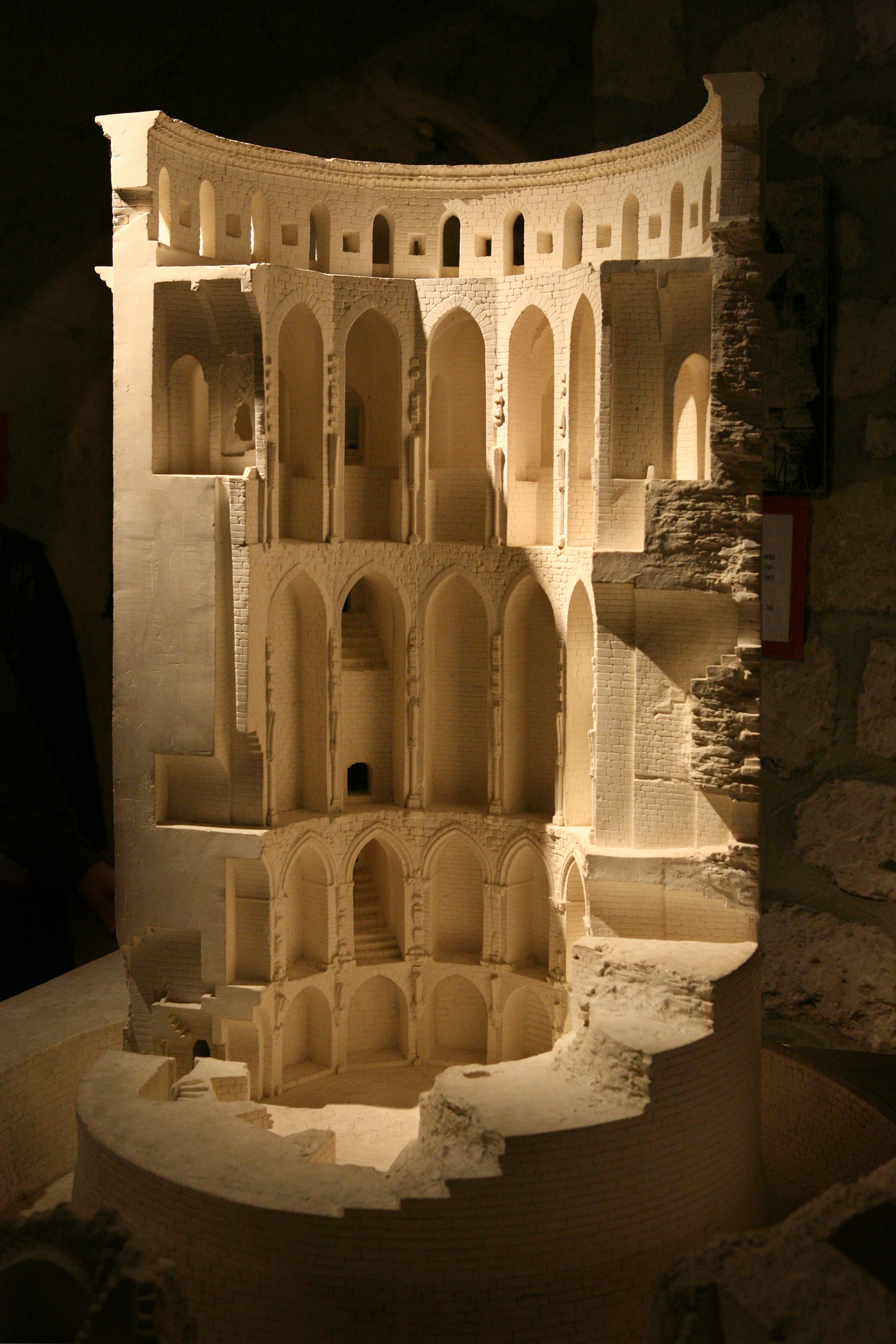
Modello del dongione